# Phygadeuon macrocephalus
Phygadeuon macrocephalus är en stekelart som beskrevs av Horstmann 2001. Phygadeuon macrocephalus ingår i släktet Phygadeuon och familjen brokparasitsteklar. Inga underarter finns listade i Catalogue of Life.